# Kasey Carlson
Kasey Carlson (ur. 26 listopada 1991 w Walnut Creek) – amerykańska pływaczka.
Jej największym sukcesem jest brązowy medal Mistrzostw świata w Rzymie na 100m w stylu klasycznym.